# José VI Manuel II Tomás
José Manuel II Tomás (en arameo:Yousef VI Emmanuel II Thomas) (Alqosh, Turquía, 8 de agosto de 1852 - 21 de julio de 1947).
Fue patriarca de Babilonia de los caldeos, en Mesopotamia, y cabeza de la Iglesia católica caldea.
Nació en Alqosh en el 8 de agosto de 1852, y fue ordenado sacerdote en el 4 de julio de 1879, consagrado obispo (de Siirt, en Turquía), el 24 de julio de 1892. Fue finalmente electo como patriarca de Babilonia de los caldeos, el 9 de julio de 1900. Murió hacia el 21 de julio de 1947.